# Camille Langlade
Pour les articles homonymes, voir Langlade.
Camille Langlade, née le 19 février 1980, est une journaliste française de télévision et de radio.

## Biographie
Camille Langlade a suivi des études au Lycée Masséna à Nice puis est diplômée de Sciences Po Lille ainsi que du Centre universitaire d'enseignement du journalisme promotion 2003. Elle devient journaliste radio pendant quatre ans sur Radio Vatican à Rome couvrant notamment la mort de Jean Paul II.
Elle est ensuite correspondante en Italie pour Europe 1 puis intègre le service politique en 2011 pour couvrir la campagne de François Hollande.
En août 2013, elle est journaliste politique sur I-Télé chargée de suivre l’actualité de l’Élysée.
Elle rejoint BFM TV en décembre 2016 après la grève qui perturbe la chaîne d’information du groupe Canal+ pendant plusieurs semaines. Elle vient renforcer les effectifs de la chaîne, notamment en raison du congé en maternité d’Apolline de Malherbe, et en vue de l’élection présidentielle de 2017.
Elle est nommée en juillet 2018 cheffe du service politique en remplacement de Thierry Arnaud. Elle quitte son poste et BFM TV à la fin de la saison 2019-2020 et laisse sa place au journaliste Philippe Corbé, alors correspondant de RTL à New-York.
Elle est de retour en mars 2022  pour couvrir la campagne et l'élection présidentielle toujours au sein du service politique de BFM TV, mais au poste d'éditorialiste, après avoir été journaliste en Suède, après son départ de la chaîne en 2020.
Le 21 octobre 2024, il est annoncé par le groupe RMC BFM qu'après avoir dirigée la rédaction des chaînes locales BFM TV depuis juin 2023, elle est nommée au poste de directrice de la rédaction de BFM TV en remplacement de Philippe Corbé qui quitte la chaîne.